# Sylvia Design
Josefa Adecilda Silva de Araújo (Barro, 25 de janeiro de 1972) mais conhecida pelo seu nome artístico Sylvia Design é uma empresária brasileira. Ela é mais conhecida por ser proprietária das lojas Sylvia Design.

## Início da vida
Nascida por uma parteira no interior do Ceará, no distrito de Cuncas, na cidade de Barro, os pais de Josefa eram agricultores e moravam em um sítio com seis filhos. Seu nome, segundo ela, veio de uma lenda que dizia que se a criança nascesse com o pé primeiro poderia morrer afogada, com isso foi dado o nome de Josefa para que ela não morresse. Ela estudou até a quarta série do Ensino Fundamental.
Aos 16 anos de idade, foi chamada por sua irmã mais velha que morava na cidade de São Paulo para ajudar a cuidar de sua filha que tinha quebrado a perna pois não tinha dinheiro para pagar uma empregada. Sem dinheiro, viajou durante três dias a capital até chegar no Terminal Rodoviário Tietê. Durante a sua chegada, viu o logotipo de um elefante — das lojas Jumbo Eletro; e o memorizou até mais tarde conseguir ser contratada pela loja.

## Carreira
Sua primeira função na loja foi de empacotadora. Seu codinome veio depois do pedido para fazer o seu crachá, os responsáveis decidiram que ela escolhesse um nome mais comercial. Sua escolha foi de Josefa Sylvia que achava bonito e pediu para que o primeiro nome estivesse pequeno e o Sylvia se sobressaísse dizendo: "Bote com y que eu vou brilhar, moço". No seu aniversário de 18 anos, ela acabou sendo promovida para o departamento de vendas.
Depois de passar por outras quatro lojas (e após engravidar) decidiu parar de trabalhar por um tempo. Em 2002, abriu sua primeira loja, com oito mil reais do restante de sua poupança atendendo as classe média e baixa.
Para a divulgação de sua loja, decidiu fazer comerciais caracterizada para diferenciar dos concorrentes. Ela chegou a se fantasiar de Mulher-Maravilha, de um integrante do Rebeldes e de Emília, personagem do Sítio do Picapau Amarelo. Sua ascensão foi caracterizada de Mulher-Gato, onde teve oportunidade de ir em vários programas de televisão, incluindo no Programa do Jô.
Em maio de 2011, Sylvia estreou no quadro "Escolinha do Gugu" no Programa do Gugu em que interpretava uma mulher rica.

## Vida pessoal
Ela foi casada durante 22 anos e tem um filho.
Atualmente ela não namora mais com o cantor Luan Vittor. 